# Ivar Callmander
Gösta Ivar Callmander, född 19 juli 1880 i Göteborg, död 9 september 1951 i Solna församling, Stockholm, var en svensk arkitekt, son till Reinhold Callmander.

## Liv och verk
Efter studentexamen vid Göteborgs högre realläroverk 1899 fortsatte Callmander studierna vid Chalmers tekniska läroanstalt 1900–1903 och därefter två år vid Kungliga Tekniska Högskolan i Stockholm. I Stockholm var Lars Israel Wahlman lärare för Callmander, och från 1905 även hans arbetsgivare. Genom Wahlman (som är känd för bland annat Engelbrektskyrkan i Stockholm) kom Callmander i kontakt med Arts and Crafts-rörelsen. Efter 1907 drev Callmander egen verksamhet.
Som arkitekt för Stockholms Allmänna Telefon AB fick Callmander många uppdrag, både i Sverige och utomlands, bland annat i Moskva och Warszawa. Han ritade bland annat LM Ericssons kabelverk med Klockhuset i Älvsjö samt Södra Kungstornet vid Kungsgatan i Stockholm för L M Ericsson och Gamla Hovrätten i Malmö, som kanske är hans mest betydande verk. Callmander ritade också möbler, gjorde dekorationsmålningar, skrev böcker, tidningsartiklar, dikter och radiospel. Han är begravd på Solna kyrkogård.

### Storängen
Under åren 1906–1908 ritade Callmander sex villor i Storängen i Nacka, varav en åt sig själv på Prästgårdsvägen 8, där han bodde mellan 1906 och 1916. Han har dessutom ritat villor vid Prästgårdsvägen 1 (Villa Wållgren), Ängsvägen 24 (för konstnärerna Lennart och Olga Nyblom), John Lodéns väg 10, Järlavägen 28 samt den så kallade Lotterivillan vid Storängens strandväg 4 för Konstindustriutställningen på Djurgården i Stockholm 1909. Den var högsta vinsten i ett lotteri och flyttades efter utställningen till Storängen. Han har också ritat Storängens Samskola vid Värmdövägen 176 (1912).
Callmanders villor i Storängen är sinsemellan mycket olika, både till storlek och karaktär. Gemensamt för dem är dock de nationalromantiska dragen med stora, tunga, ofta långt neddragna tak. Fasaderna är ofta tunga och slutna. Fönstren är förhållandevis små och har ofta små blyinfattade rutor.

### Telefonvillan
Den så kallade Telefonvillan på Lidingö ritades av Callmander 1910–1911 som öns telefon-, post- och telegrafstation. Uppdragsgivare var Stockholms Allmänna Telefon AB. Han formgav byggnaden i nationalromantiskt stil med tysk påverkan och med referenser till engelska Arts and Crafts - rörelsen. Byggnaden är noterad som ”omistlig” i Stockholms läns museums inventeringar från år 1995. Fastigheten Kvarnlyckan 4 ingår i ett område som av kommunen utpekas som ”Kulturhistoriskt värdefulla bebyggelsemiljöer”. I villan, som är q-märkt i gällande detaljplan, finns sedan 2016 åtta bostadsrättslägenheter.

## Bilder, verk i urval

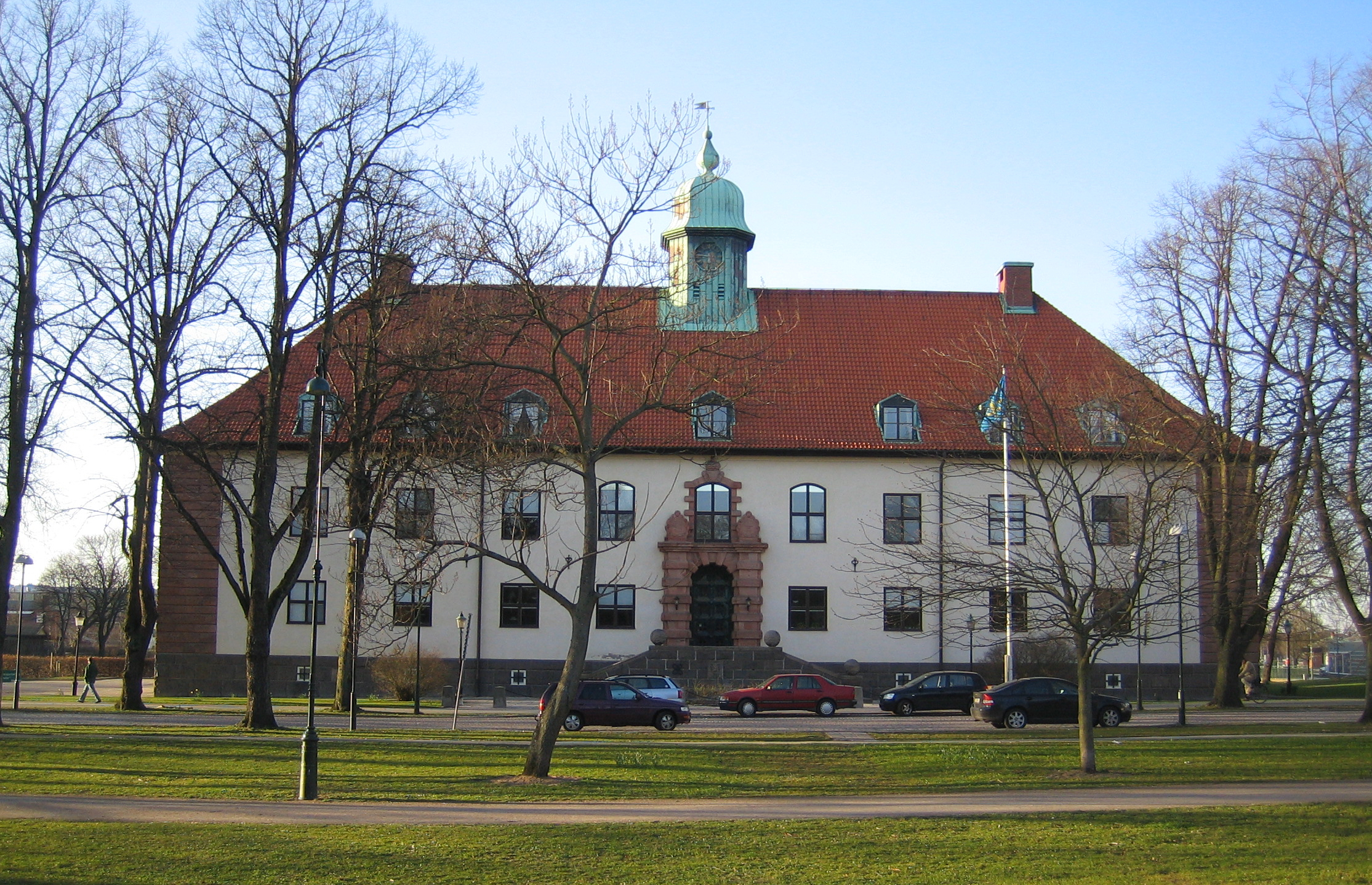
Före detta hovrätten i Malmö.
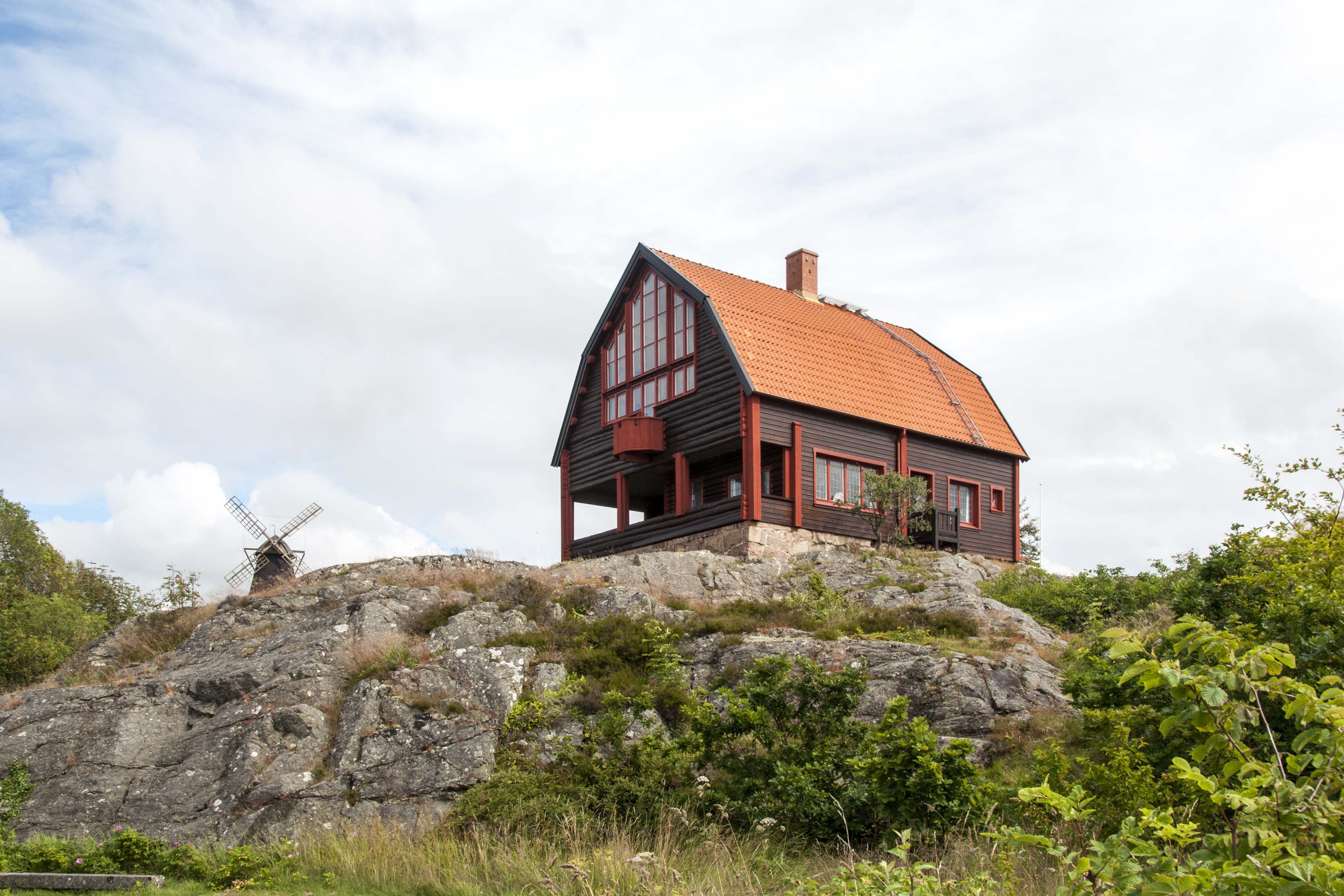
Carl Wilhelmsons villa i Fiskebäckskil.
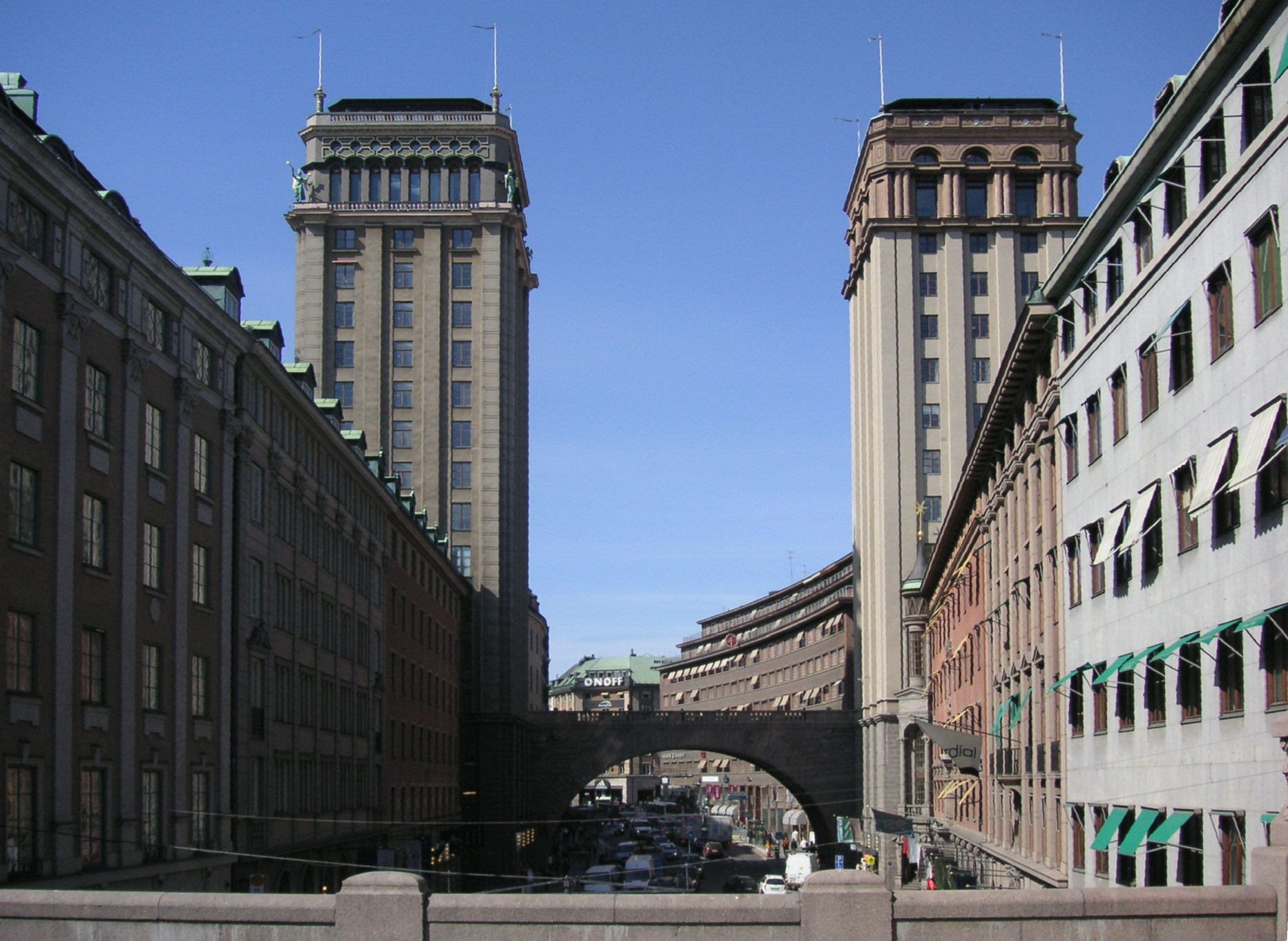
Södra Kungstornet (till vänster) i Stockholm.
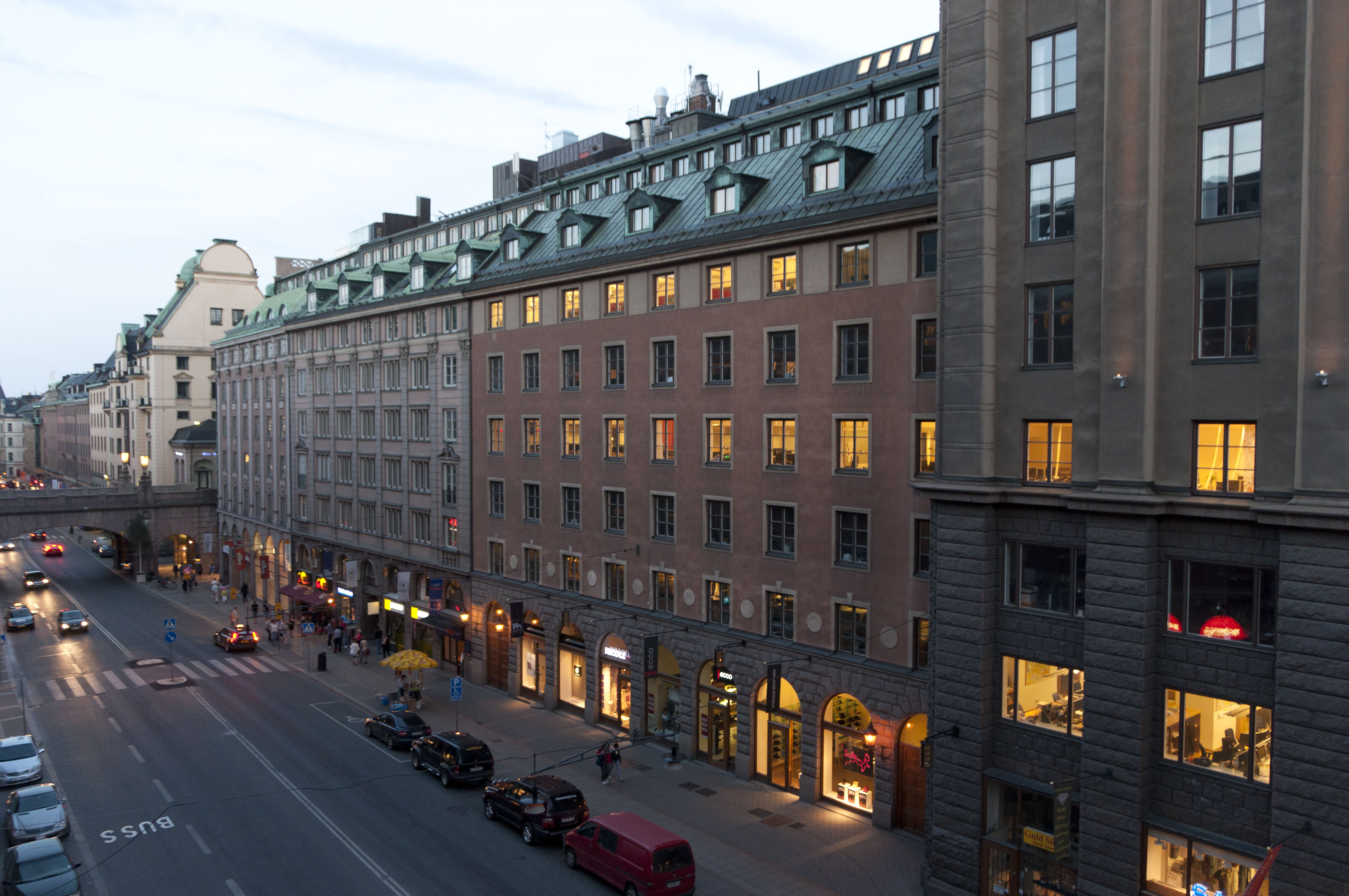
Kungsgatan 29.
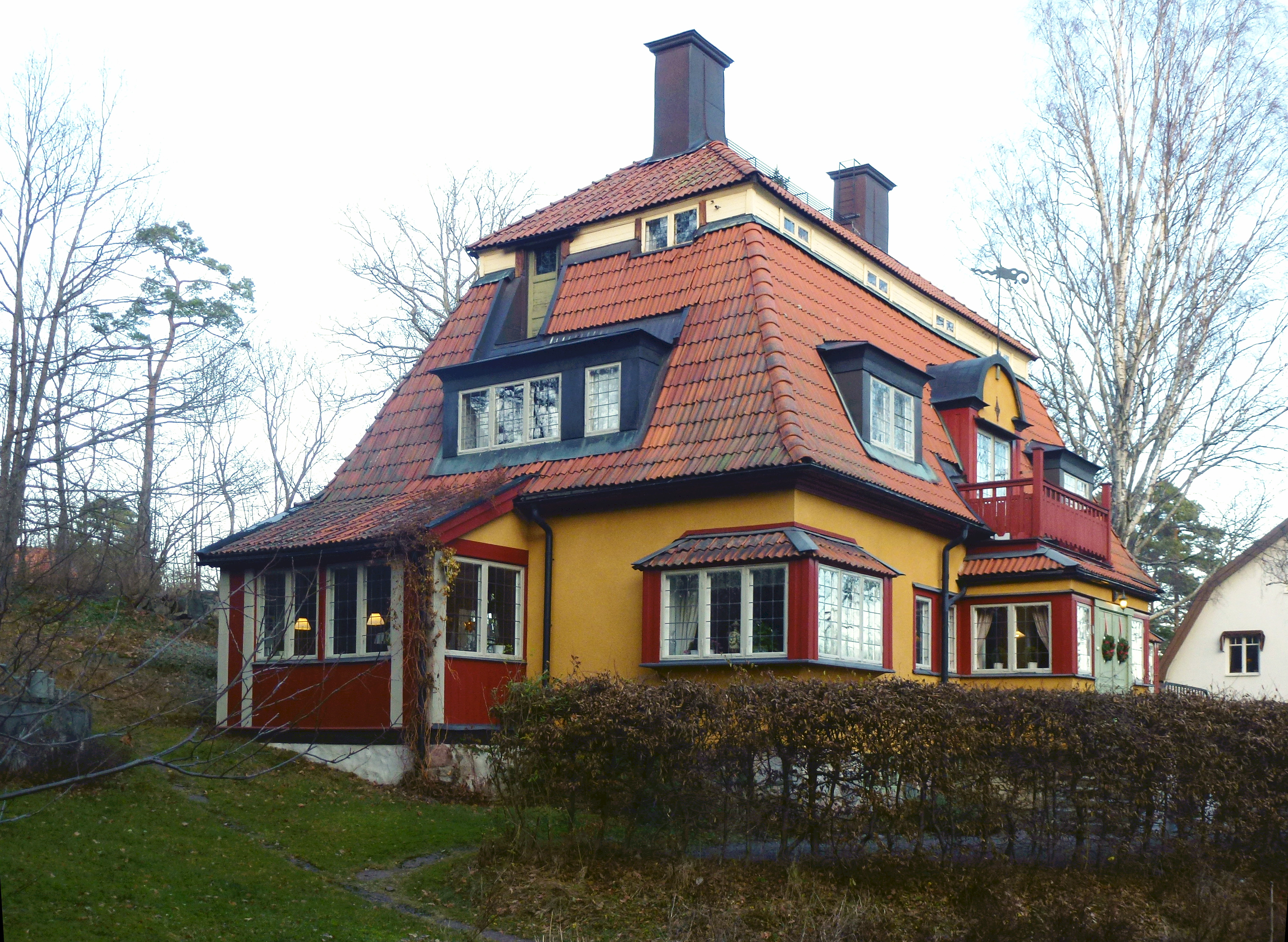
Villa Wållgren, Storängen.
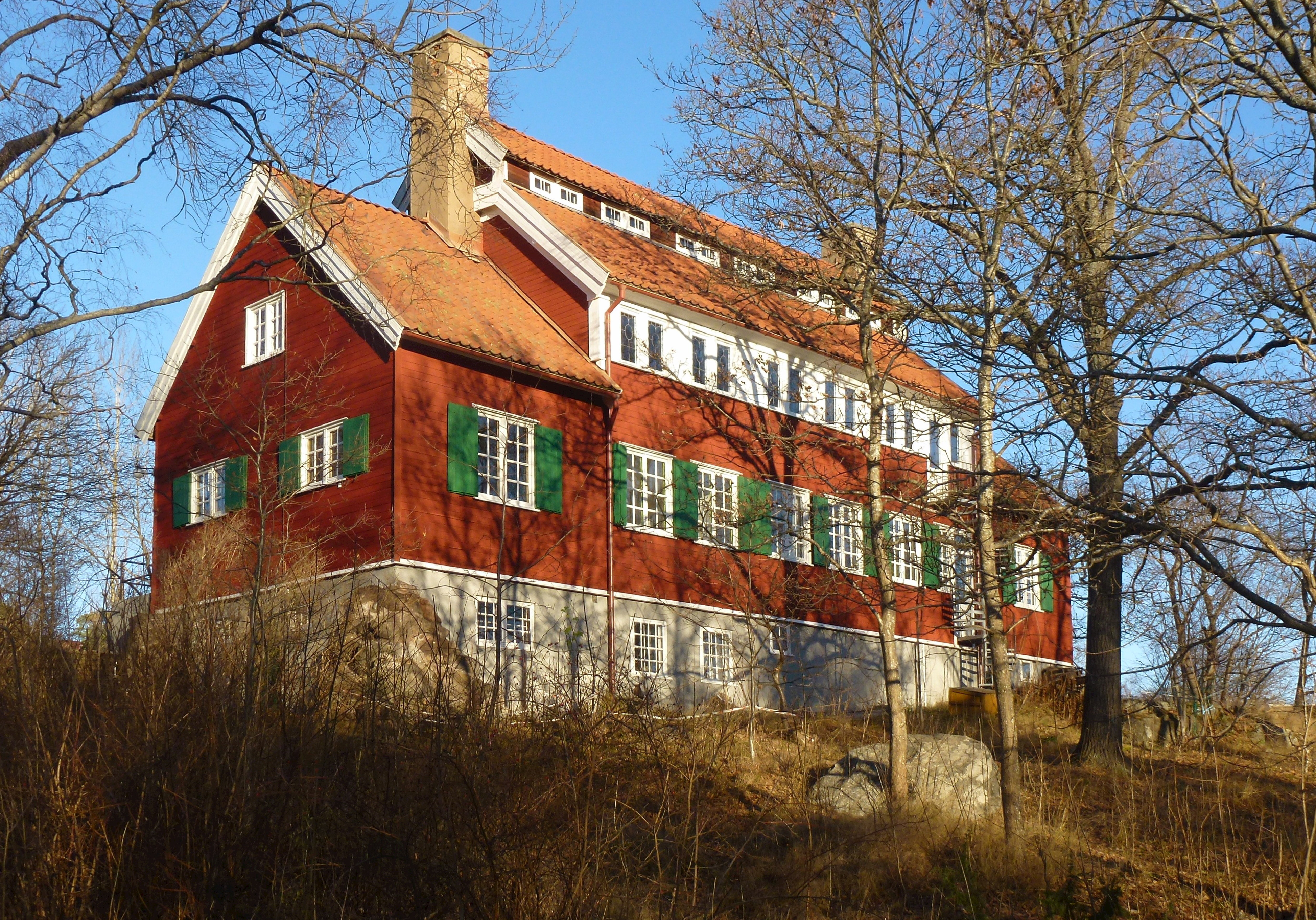
Storängens Samskola.
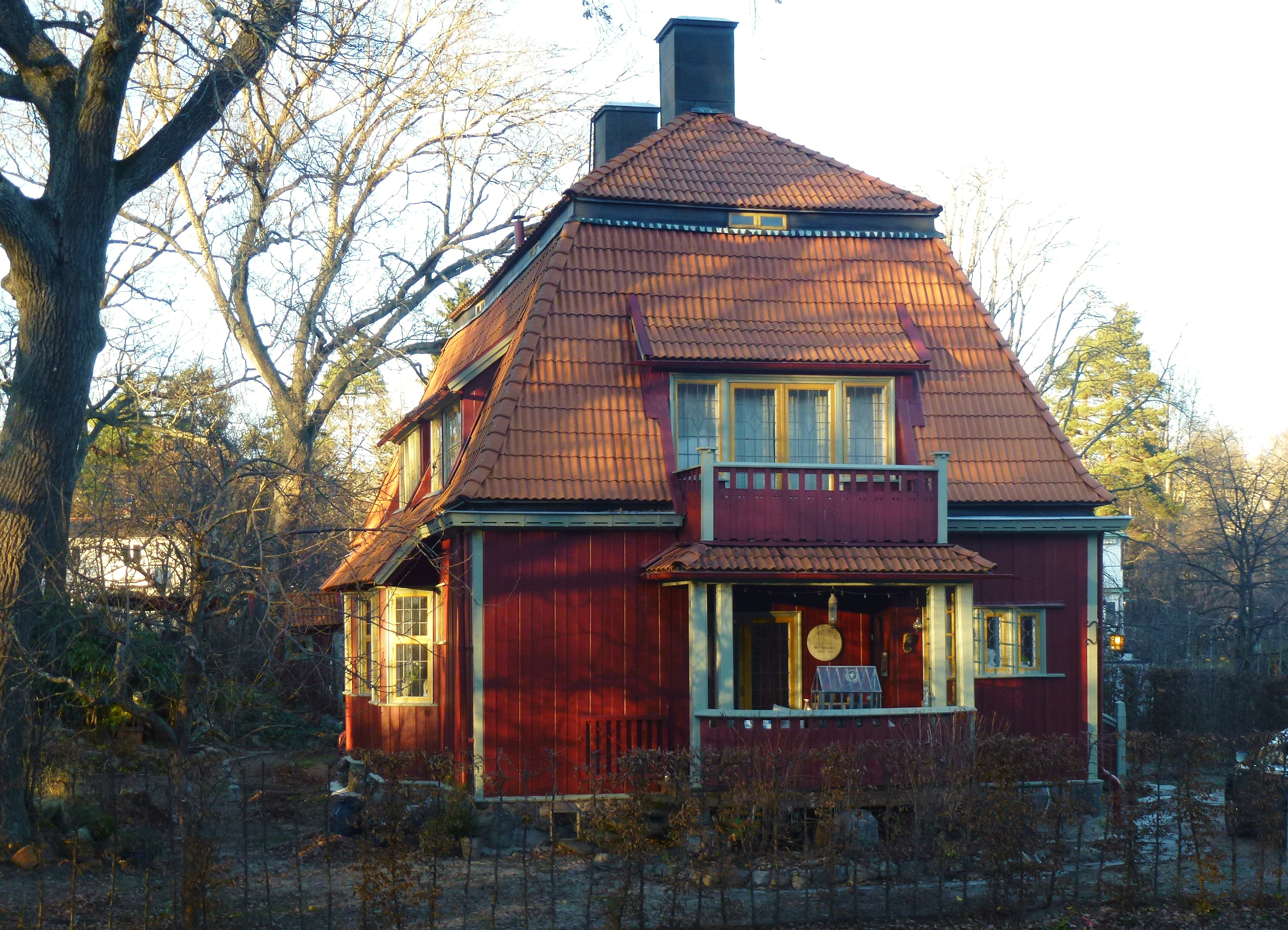
Lotterivillan, Storängen.
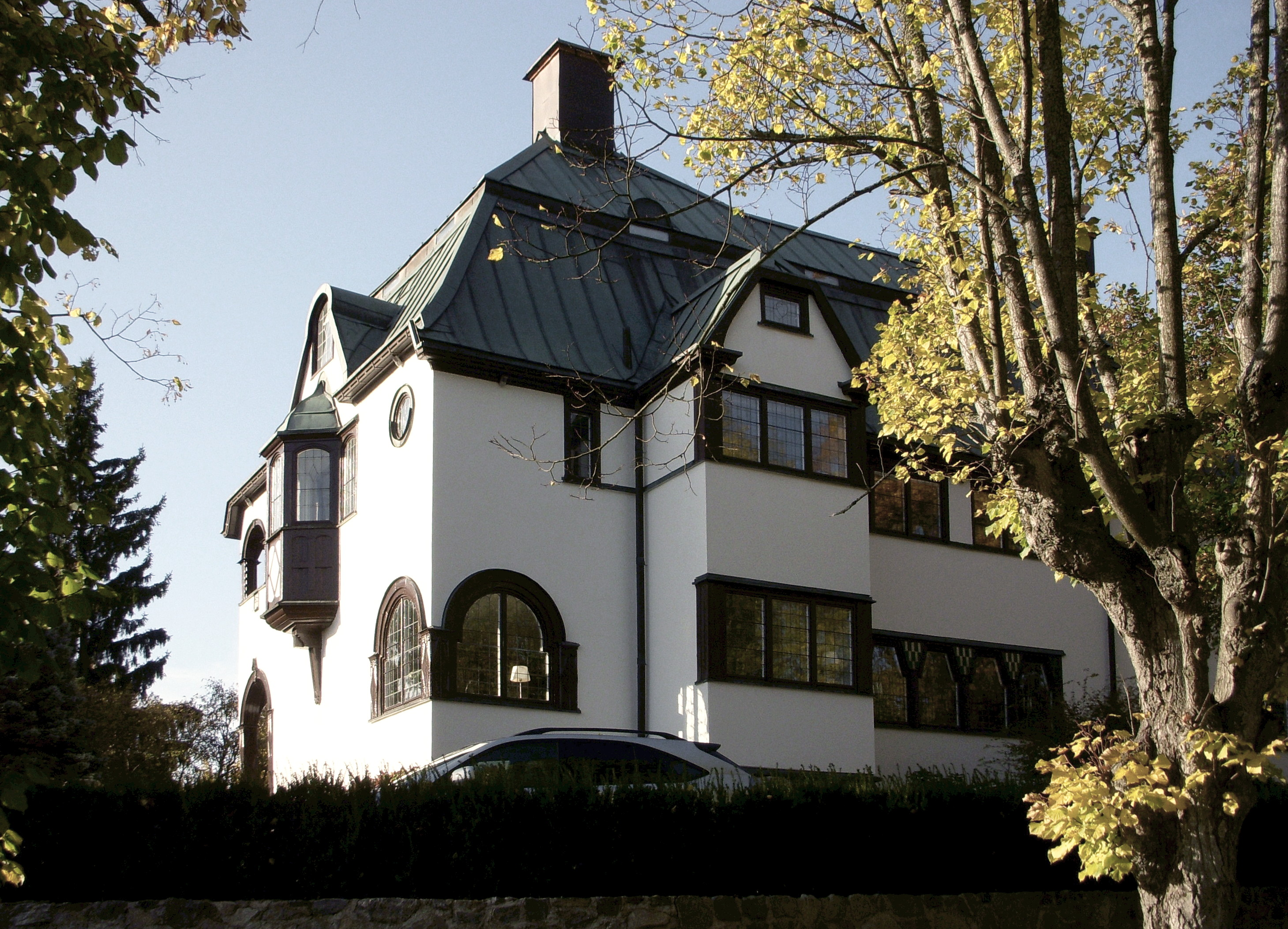
Villa Edberg, Storängen.
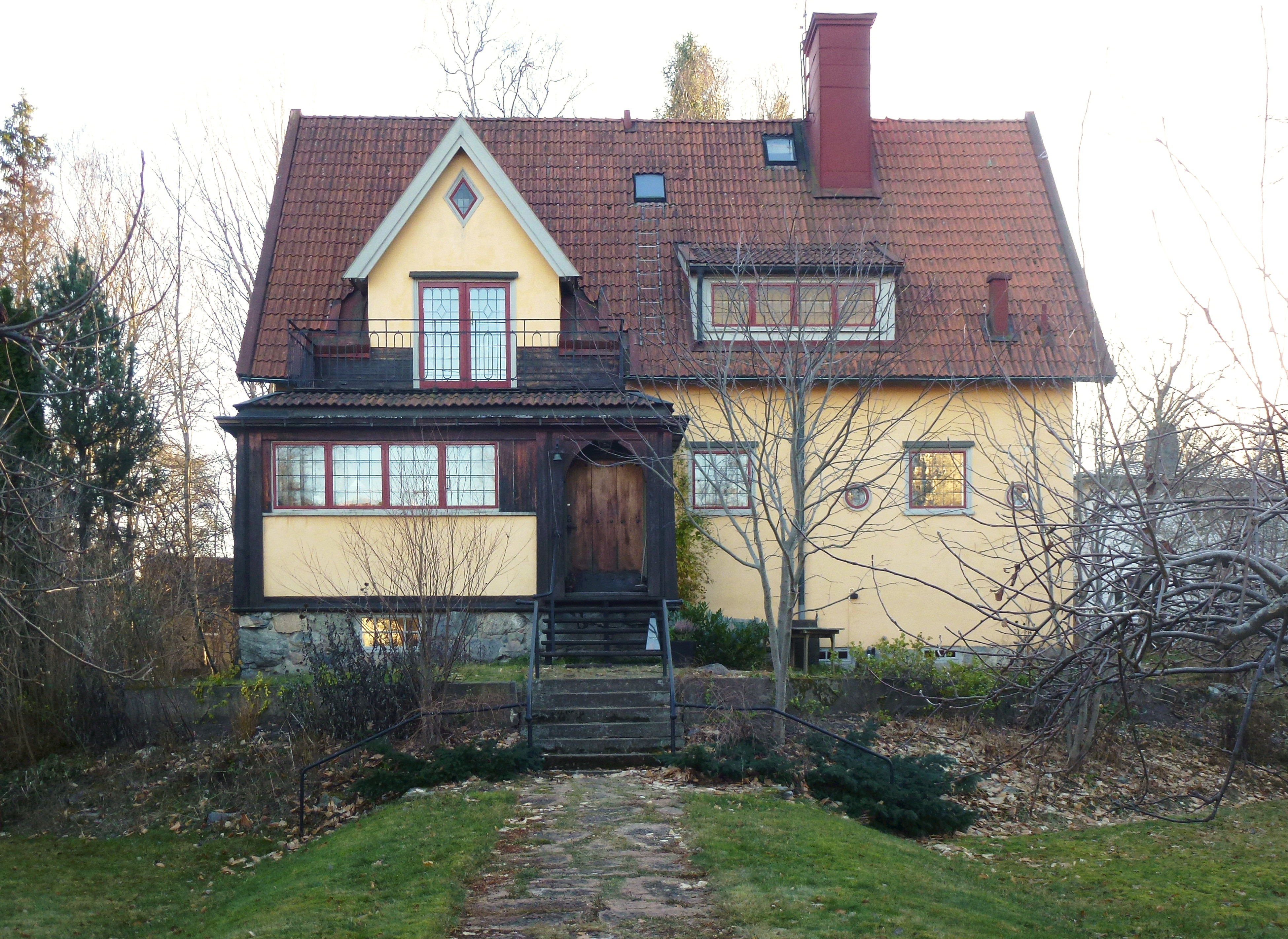
Villa Callmander, den egna bostaden i Storängen.
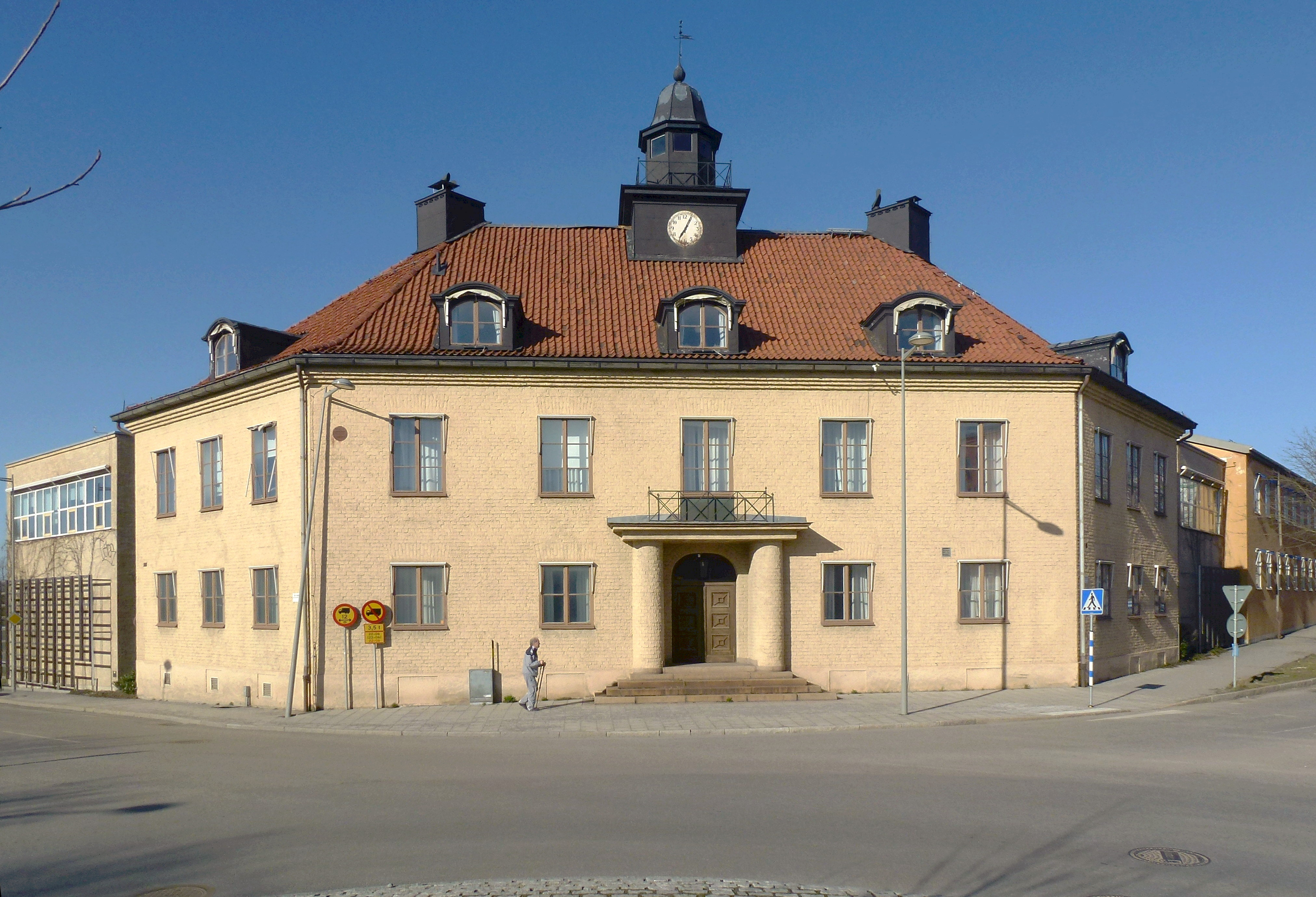
Klockhuset, Älvsjö.
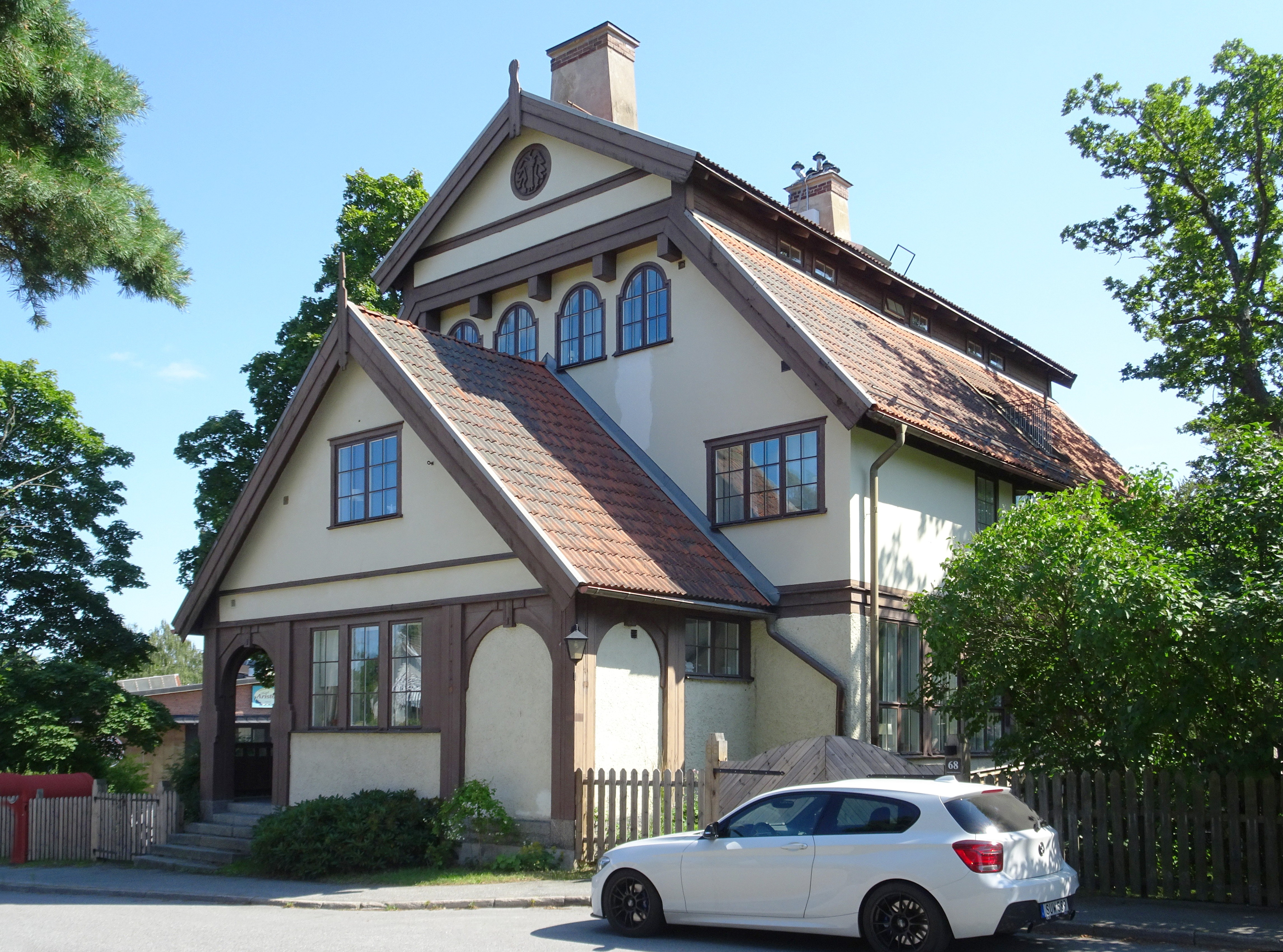
Telefonvillan.
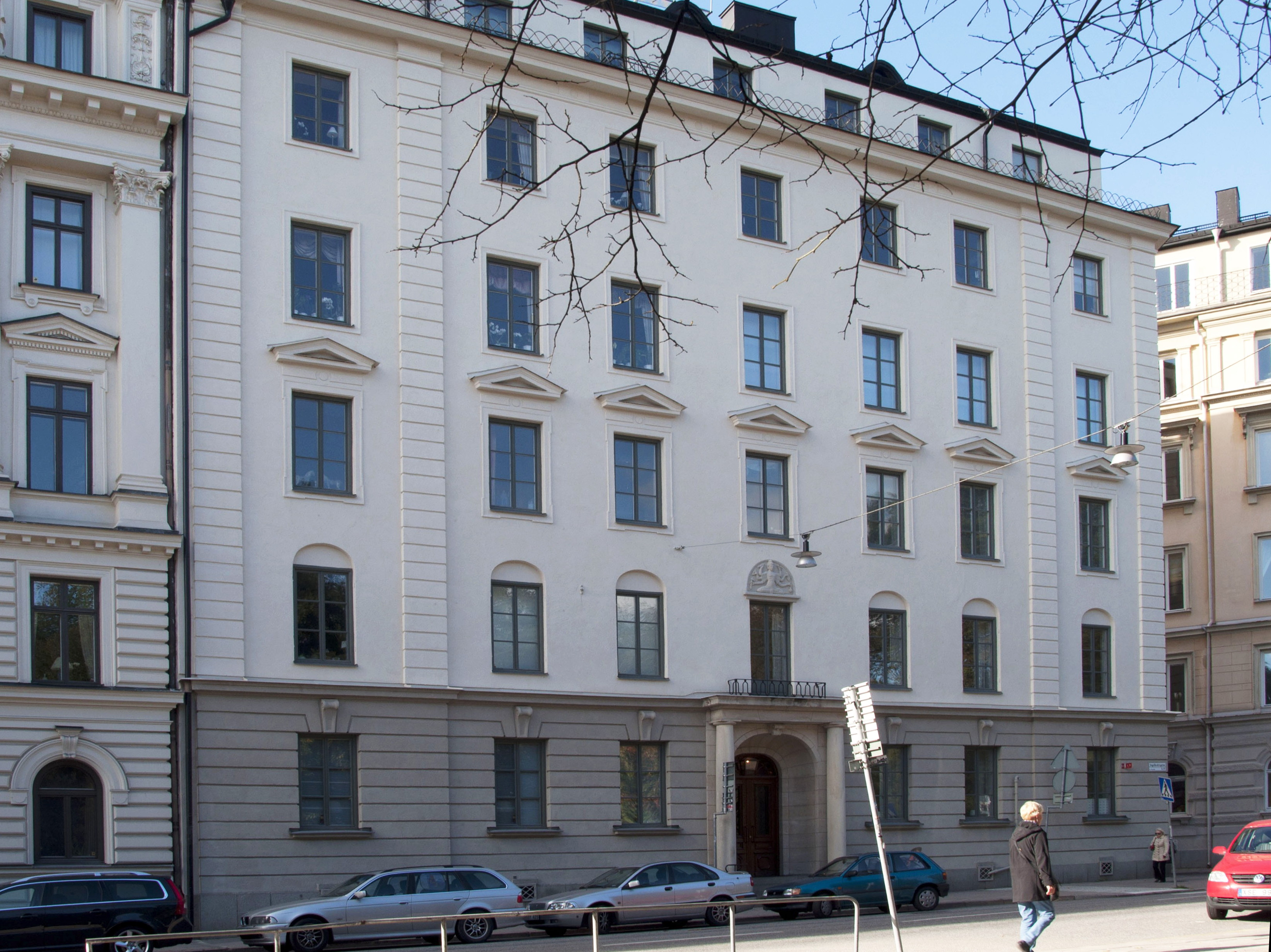
Engelbrektsgatan 15-17.